# Anders Andersson (komiker)
Anders Andersson, född 25 juni 1972 i Lund, är en svensk komiker.
Andersson är en av medlemmarna i Varanteatern där han bland annat gjort sig bekant för sina imitationer av handbollsförbundskapten Bengt Johansson. Han utgör också en av medlemmarna i Varanteaterns spinoff-projekt, synthbandet Tyskarna från Lund. Andersson har vidare varit verksam inom Lundaspexarna och regisserade samt skrev (tillsammans med Henrik Widegren) manus till karnevalsfilmen Vaktmästaren och professorn (Lundakarnevalen 2002). Lundakarnevalen 2006 var han aktiv i Konstifiket.
Andersson har även uppträtt med gruppen "Glädjefrids minivarietésällskap" på Lund Comedy Festival 2012 ("Detta är en dålig teater") och 2014 ("Svensk 1900-talshumor").
Vid sidan av komikerkarriären är Andersson i grunden lärare, men arbetar numera som pedagog vid "Unga Teatern" på Malmö Stadsteater.